# Peter Gross (Soziologe)
Peter Gross (* 3. Oktober 1941 in St. Gallenkappel; † 25. Januar 2023) war ein Schweizer Soziologe, Buchautor und Politiker (SP). International bekannt wurde er durch die Prägung des Begriffs «Multioptionsgesellschaft» in seinem Buch Die Multioptionsgesellschaft (1994).

## Leben
Peter Gross studierte Soziologie, Nationalökonomie und Betriebswirtschaftslehre an den Universitäten Zürich und Bern. Er schloss mit dem Lizenziat (lic. rer. pol.) und Doktorat (Dr. rer. pol.) an der Universität Bern ab und wurde an der Universität Konstanz habilitiert. Es folgten Assistenz und Dozenturen an den Universitäten Konstanz und Freiburg im Breisgau. Von 1972 bis 1980 sass er für die SP im Grossen Rat des Kantons Thurgau. Von 1979 bis 1989 war er Professor für Soziologie und Sozialstruktur im internationalen Vergleich an der Otto-Friedrich-Universität Bamberg. Von 1989 bis zu seiner Emeritierung 2006 lehrte er als Ordinarius für Soziologie an der Universität St. Gallen (HSG). Von 1996 bis 1998 war er Dekan der Volkswirtschaftlichen Abteilung.
International bekannt wurde Gross durch die Prägung des Begriffs «Multioptionsgesellschaft», der zugleich der Titel seines Hauptwerks ist. Er war auch nach seiner Emeritierung in Ausbildung und Beratung öffentlicher und privater Institutionen tätig. Er war Mitglied verschiedener wissenschaftlicher und nichtwissenschaftlicher Vereine und Gesellschaften, unter anderem von P.E.N. International, Mitarbeiter verschiedener Zeitungen und Zeitschriften. 2016 erhielt Gross den Grossen Kulturpreis der St. Galler Kulturstiftung.
Peter Gross war verwitwet, Vater zweier Kinder und wohnte in St. Gallen.

## Schriften (Auswahl)
- Wir werden älter. Vielen Dank. Aber wozu?, Herder Verlag, Freiburg im Breisgau, 2013
- Glücksfall Alter – Alte Menschen sind gefährlich, weil sie keine Angst vor der Zukunft haben (zusammen mit Karin Fagetti), Herder Verlag, Freiburg im Breisgau, 2008 (4. unveränderte Auflage 2013)
- Jenseits der Erlösung – Die Wiederkehr der Religion und die Zukunft des Christentums, Transcript Verlag, Bielefeld 2007 (2. unveränderte Auflage 2008)
- Ich-Jagd. Im Unabhängigkeitsjahrhundert, Suhrkamp Verlag, Frankfurt am Main 1999 (2. unveränderte Auflage 1999)
- Die Multioptionsgesellschaft, Suhrkamp Verlag, Frankfurt am Main 1994 (10. unveränderte Auflage 2005)